# The Allman Brothers Band (musikalbum)
The Allman Brothers Band är rockbandet Allman Brothers Bands självbetitlade debutalbum och släpptes 1969. Låtarna "Dreams" och "Whipping Post" skulle bli två av Allman Brothers Bands mest kända livelåtar.
Skivan räknas som en rockklassiker från denna tid, då sextiotal blev sjuttiotal. I vissa kretsar (främst på andra sidan Atlanten) är denna platta ett eftertraktat album för samlare. Förutsatt att det handlar om vinyl och den amerikanska första pressningen, samt att LP:n är i spelbart skick.

## Låtlista
Alla låtar är skrivna av bandet gemensamt (angivet som "Allman" på såväl "uppvik" och skivans etikett dvs Duane Allman, Gregory Allman, Dick Betts, Berry Oakley, Butch Trucks och Jai Johanny Johanson) om inget annat anges.
Sida 1
1. "Don't Want You No More" (Spencer Davis/Edward Hardin) – 2:25
2. "It's Not My Cross to Bear" – 5:02
3. "Black Hearted Woman" – 5:08
4. "Trouble No More" (McKinley Morganfield) – 3:45 McKinley Morganfield är mer känd som Muddy Waters

Sida 2
1. "Every Hungry Woman" – 4:13
2. "Dreams" – 7:18
3. "Whipping Post" – 5:17

Tiderna tagna från LPn från ATCO Records, New York City, New York, USA, SD 33-308. Pressad 1969
under namnet "Capricorn Records Series" (STEREO)

## Medverkande
- Duane Allman - gitarr
- Gregg Allman - sång, orgel
- Dickey Betts - gitarr
- Berry Oakley - basgitarr
- Butch Trucks - trummor
- Jai Johanny Johanson - trummor, congas